# 中医基础理论
中医基础理论，也叫中医学基础，为中华人民共和国中医学教育的基础课程，经常也用来组成临床医学专业的中医必修课要求。2021年版“十三五”《中医基础理论》教材的描述是：本书阐释和介绍了中医学的基本理论，基本知识和基本思维方法。内容主要包括中医学的哲学基础、藏象、精气血津液神、经络、病因、病机、防治原则等。